# Kim Hye-yoon
Kim Hye-yoon (kor. 김혜윤, ur. 10 listopada 1996 w Seongnam) – południowokoreańska aktorka, która zyskała popularność dzięki drugoplanowej roli w serialu telewizyjnym JTBC Sky Castle (2018–2019). Następnie wystąpiła jako główna aktorka w serialach Extraordinary You (2019), Secret Royal Inspector & Joy (2021) i Lovely Runner (2024). Zagrała również główne role w filmach Midnight (2021), The Girl on a Bulldozer (2022) i Ditto (2022).

## Życiorys i kariera

### Wczesne lata i edukacja
Kim Hye-yoon urodziła się 10 listopada 1996 roku w Seongnam, w prowincji Gyeonggi, w Korei Południowej. Od trzeciej klasy gimnazjum marzyła o zostaniu aktorką i z pełnym zaangażowaniem dążyła do tego celu, uczęszczając do szkoły aktorskiej, biorąc udział w przesłuchaniach i z oddaniem przyjmując małe role, aby przygotować się i poznać tę dziedzinę.
W 2015 roku Kim Hye-yoon rozpoczęła studia na Uniwersytecie Konkuk, gdzie łączyła naukę z karierą aktorską, jednocześnie regularnie otrzymując stypendium za zasługi, które pokrywało całość kosztów nauki. W 2019 roku ukończyła studia na kierunku filmoznawstwo.

### 2013–2018: Początki kariery
Kim Hye-yoon zadebiutowała jako aktorka w 2013 roku w serialu KBS2 Samsaengi, wcielając się w nastoletnią wersję drugoplanowej bohaterki. Po zdobyciu uznania za rolę w kryminalnym thrillerze OCN Bad Guys z 2014 roku, skupiła się na nauce i przyjmowała jedynie drobne role, aby nie wpłynęło to na jej wyniki w nauce, ponieważ w 2015 roku otrzymała pełne stypendium na Uniwersytet Konkuk, jednym z czołowych uniwersytetów w Korei. Jej największą rolą w tym okresie była postać drugoplanowa w thrillerze Memoir of a Murderer.

### 2019–2021: Rosnąca popularność
Przed ukończeniem studiów w lutym 2019 roku, Kim Hye-yoon zaczęła ubiegać się o większe role, w tym w satyrycznym dramacie JTBC Sky Castle. Pomimo bardzo konkurencyjnego procesu przesłuchań, gdzie na jedno miejsce przypadało 200 kandydatów, wyróżniła się i z powodzeniem zdobyła tę rolę. Ogromny sukces serialu oraz jej charakterystyczna rola ambitnej, nieprzyjaznej, ale pełnej gracji licealistki wyniosły ją na szczyty popularności i przyniosły jej nagrodę dla Najlepszej Nowej Aktorki na 55. Baeksang Arts Awards.

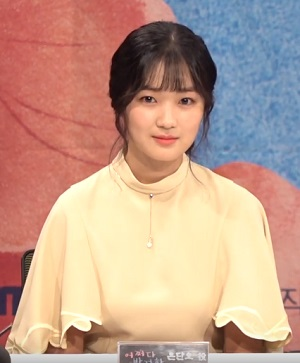
Kim Hye-yoon na konferencji prasowej Extraordinary You w 2019 roku

W 2019 roku Kim Hye-yoon po raz pierwszy zagrała główną rolę w dramacie MBC Extraordinary You, opartym na popularnym webtoonie Daum July Found by Chance. Dzięki tej roli zdobyła jeszcze większe uznanie, wygrywając zarówno nagrodę dla Nowej Aktorki, jak i dla Wybitnej Aktorki na MBC Drama Awards. W tym samym roku została również obsadzona jako jedna z głównych postaci w thrillerze Midnight.
Kim Hye-yoon otrzymała swoją pierwszą główną rolę filmową w produkcji z 2020 roku The Girl on a Bulldozer. W tym samym roku potwierdziła również swój udział w serialu telewizyjnym JTBC Snowdrop z 2021 roku, w którym ponownie współpracowała z zespołem produkcyjnym hitowego dramatu Sky Castle.
Pod koniec zdjęć do Snowdrop, otrzymała propozycję zagrania głównej roli w historycznym serialu proceduralnym tvN Secret Royal Inspector & Joy z 2021 roku. Serial ten miał swoją premierę przed Snowdrop.

### Od 2022: Przełom

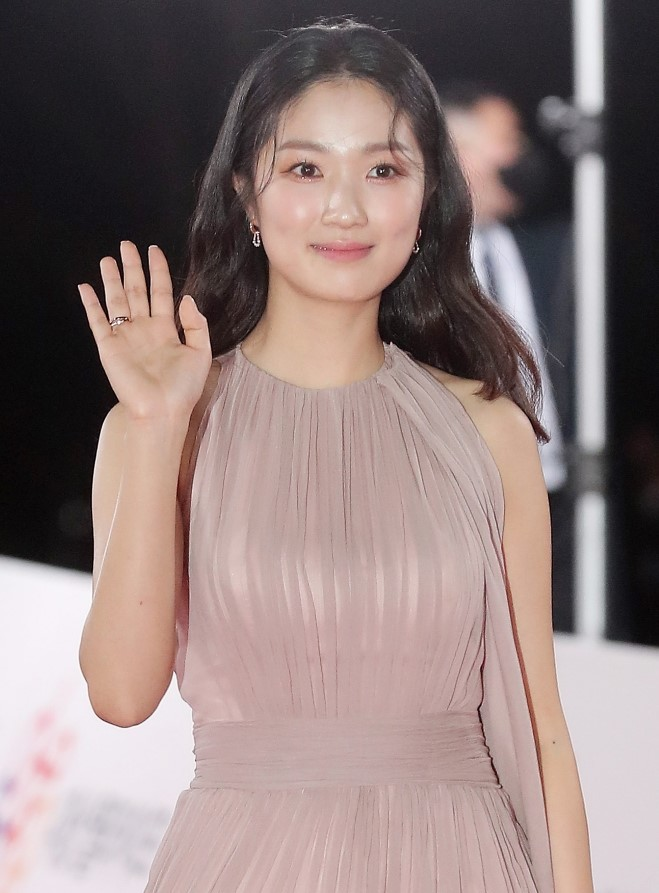
Kim Hye-yoon na Blue Dragon Film Awards w 2022 roku

W 2022 roku film The Girl on a Bulldozer trafił do kin, a rola Kim Hye-yoon jako Goo Hye-young spotkała się z uznaniem krytyków, przynosząc jej liczne nagrody na prestiżowych ceremoniach, takich jak Blue Dragon Film Awards i Grand Bell Awards w kategorii Najlepsza Nowa Aktorka. Otrzymała również nagrodę Rising Star Asia Award na Festiwalu Filmowym w Nowym Jorku. Co więcej, była nominowana do nagrody dla Najlepszej Nowej Aktorki Filmowej na 59. Baeksang Arts Awards. Dzięki sukcesowi filmu, zdobyła łącznie dziesięć nominacji, z których wygrała sześć. Jej osiągnięcia zostały również docenione przez Forbes, który umieścił ją na liście Forbes 30 Under 30.
Po skupieniu się na promocji i produkcji swoich dwóch filmów, The Girl on a Bulldozer i Ditto przez cały 2022 rok, Kim Hye-yoon powróciła na mały ekran w 2024 roku w dramacie tvN o podróżach w czasie Lovely Runner. Jej występ w serialu spotkał się z pochwałami zarówno ze strony krytyków, jak i widzów.
15 kwietnia 2024 roku ogłoszono, że Kim Hye-yoon zakończyła współpracę z SidusHQ po pięciu latach i podpisała nowy kontrakt z agencją Artist Company.

## Filmografia

### Filmy
| Rok  | Tytuł                                | Rola                          | Uwagi                                                                       |
| ---- | ------------------------------------ | ----------------------------- | --------------------------------------------------------------------------- |
| 2013 | Hide and Seek                        | Dziewczyna ze szkoły średniej | Cameo                                                                       |
| 2013 | Hello Seoul                          | młoda Park Mi-ok              | Krótkometrażowy film promocyjny wyprodukowany dla MIOGGI Hong Kong          |
| 2015 | You Can't Stop the Beat              |                               | Film dokumentalny – krótkometrażowy                                         |
| 2016 | The Bacchus Lady                     | Pielęgniarka                  |                                                                             |
| 2016 | Broken                               | Hye-yoon                      | 9th Konkuk Graduation Film Festival – krótkometrażowy                       |
| 2016 | The Road Not Taken                   | Dziewczyna                    | 9th Konkuk Graduation Film Festival – krótkometrażowy                       |
| 2016 | Chicken Run                          |                               | 9th Konkuk Graduation Film Festival – krótkometrażowy                       |
| 2016 | Deviation                            |                               | 25th Konkuk Film Festival – krótkometrażowy                                 |
| 2016 | Spring Sky                           |                               | 25th Konkuk Film Festival – krótkometrażowy                                 |
| 2016 | Ugly Day                             | So-hyun                       | 25th Konkuk Film Festival – krótkometrażowy                                 |
| 2016 | Grasshopper Complex                  |                               | 26th Konkuk Film Festival – krótkometrażowy                                 |
| 2017 | Memoir of a Murderer                 | młoda Maria                   |                                                                             |
| 2017 | The Day I Hate to Go to School       | Lim Eun-jung                  | Krótkometrażowy                                                             |
| 2017 | Suncheon Memory                      | Yeon-oh                       | Krótkometrażowy                                                             |
| 2017 | Claw Crane                           | młoda Eun-ah                  | Krótkometrażowy                                                             |
| 2017 | Interview                            |                               | 2nd Konkuk Univ. Film Major Graduation Film Festival – krótkometrażowy      |
| 2017 | Lyrical World                        |                               | 2nd Konkuk Univ. Film Major Graduation Film Festival – krótkometrażowy      |
| 2017 | Irreversible Isn't it                |                               | 2nd Konkuk Univ. Film Major Graduation Film Festival – krótkometrażowy      |
| 2017 | Say to You                           |                               | 2nd Konkuk Univ. Film Major Graduation Film Festival – krótkometrażowy      |
| 2017 | Father's Face                        | Park Hye-yoon                 | 2nd Konkuk Univ. Film Major Graduation Film Festival – krótkometrażowy      |
| 2018 | Dawn to Dawn                         | Sun-young                     | krótkometrażowy                                                             |
| 2018 | BETTA                                | Kim Jung-hyun                 | 34th Korean Academy of Film Arts Graduation Film Festival – krótkometrażowy |
| 2018 | A Report on the Banality of Judgment | Yoon-ji                       | 29th Konkuk Film Festival – krótkometrażowy                                 |
| 2019 | Another Child                        | Jung Hyun-joo                 | Cameo                                                                       |
| 2019 | The Bad Guys: Reign of Chaos         | Oh Ji-yeon                    | Cameo                                                                       |
| 2019 | Yesterday                            | Hye-ji                        | Krótkometrażowy                                                             |
| 2019 | Today                                | Hye-ji                        | Krótkometrażowy                                                             |
| 2019 | Tomorrow                             | Seul-gi                       | Krótkometrażowy                                                             |
| 2020 | Our Summer Poem                      | Seo-jung                      | 46th Seoul Independent Film Festival – krótkometrażowy                      |
| 2021 | Midnight                             | Choi So-jung                  | Film TVING                                                                  |
| 2022 | The Girl on a Bulldozer              | Goo Hye-young                 | Zaprezentowano w Korei na 26th Busan International Film Festival 2021       |
| 2022 | Ditto                                | Seo Han-sol                   |                                                                             |

### Seriale telewizyjne
| Rok       | Tytuł                        | Rola                                  | Uwagi                         |
| --------- | ---------------------------- | ------------------------------------- | ----------------------------- |
| 2013      | Samsaengi                    | Nastoletnia Jung Yoon-hee             | KBS TV Novel                  |
| 2013      | King of Ambition             | Dziewczyna na przystanku autobusowym  | Cameo, Odc. 22                |
| 2013      | I Can Hear Your Voice        | Kim Yeon-jin                          | Cameo, Odc. 1                 |
| 2013      | The Suspicious Housekeeper   | Bang Soo-yeon                         | Cameo, Odc. 6                 |
| 2014      | Wang's Family                | Młoda Wang Ho-bak                     | Cameo, Odc. 40                |
| 2014      | Bad Guys                     | Oh Ji-yeon                            |                               |
| 2014      | Duma i uprzedzenie           | Kang Han-na                           | Cameo, Odc. 15                |
| 2015      | Punch                        | Córka Cho Kang-jae                    | Cameo, Odc. 11                |
| 2015      | A Daughter Just Like You     | Młoda Ma Ji-sung                      | Cameo, Odc. 1                 |
| 2015      | The Return of Hwang Geum-bok | Młoda Hwang Eun-sil                   | Cameo, Odc. 7                 |
| 2015      | Hidden Identity              | Młoda Jang Min-joo                    | Cameo, Odc. 14                |
| 2015      | Mrs. Cop                     | Uciekająca dziewczyna                 | Cameo, Odc. 5                 |
| 2016      | Mystery Freshman             | Studentka uniwersytetu                | Cameo, Odc. 1                 |
| 2016      | The Doctors                  | Uczennica                             | Cameo, Odc. 2                 |
| 2016      | Cinderella with Four Knights | Kasjerka w sklepie spożywczym         | Cameo, Odc. 2                 |
| 2016      | Król zakupów Louie           | Song Yeon-ah                          | Cameo, Odc. 2, 6-7, 13        |
| 2016      | Legenda o Błękitnym Oceanie  | Córka Jang Jin-oka                    | Cameo, Odc. 3                 |
| 2016–2017 | Goblin                       | Młodsza wersja owdowiałej staruszki   | Cameo, Odc. 15                |
| 2017      | Queen of the Ring            | Siedząca kobieta                      | Cameo, Odc. 10                |
| 2017      | Tunnel                       | Młoda Kim Young-ja                    | Cameo, Odc. 3 i 13            |
| 2017      | Radiant Office               | Studentka                             | Cameo, Odc. 8                 |
| 2017–2018 | Man in the Kitchen           | Jung Soo-ji                           |                               |
| 2018      | Come and Hug Me              | Yeon Shil                             | Cameo, Odc. 6-7               |
| 2018      | Let's Eat 3                  | Córka pacjenta w wypadku samochodowym | Cameo, Odc. 1                 |
| 2018–2019 | Sky Castle                   | Kang Ye-seo                           |                               |
| 2019      | Extraordinary You            | Eun Dan-oh                            |                               |
| 2020      | Record of Youth              | Lee Bo-ra                             | Cameo, Odc. 1                 |
| 2020      | Live On                      | Seo Hyun-ah                           | Cameo, Odc. 1                 |
| 2020      | True Beauty                  | Eun Dan-oh                            | Cameo, Odc. 4                 |
| 2021      | Secret Royal Inspector & Joy | Kim Jo-yi                             |                               |
| 2021–2022 | Snowdrop                     | Kye Boon-ok                           |                               |
| 2022      | Cleaning Up                  | Joo-hyeon                             | Cameo, Odc. 1, 7 i Odc. 13–15 |
| 2024      | Lovely Runner                | Im Sol                                |                               |

### Seriale internetowe
| Rok  | Tytuł                              | Rola         | Uwagi                                                           |
| ---- | ---------------------------------- | ------------ | --------------------------------------------------------------- |
| 2016 | Secret Crushes Sezon 1             | Aktorka      |                                                                 |
| 2016 | Secret Crushes Sezon 2             | Kim Hye-yoon |                                                                 |
| 2016 | Drunkard                           | Shin Ho-jung |                                                                 |
| 2017 | Secret Crushes Sezon 3             | Kim Hye-yoon | Cameo                                                           |
| 2017 | Supernatural?                      | Shin Ho-jung |                                                                 |
| 2018 | Social Story – Tears of Job Seeker | Kim Hye-yoon |                                                                 |
| 2019 | Secret Crushes Special Edition     | Kim Hye-yoon | Promocyjny serial internetowy wyprodukowany dla KB Kookmin Card |

### Program telewizyjny
| Rok  | Tytuł                | Rola           |
| ---- | -------------------- | -------------- |
| 2021 | Beauty and the Beast | Członek obsady |

### Udział w teledyskach
| Rok  | Tytuł                       | Artysta                |
| ---- | --------------------------- | ---------------------- |
| 2017 | „Water Dept”                | 9 and the Numbers      |
| 2019 | „Day by Day” (English ver.) | Bigman                 |
| 2020 | „Not Anyone Else”           | Kim Na-young           |
| 2020 | „Afternoon”                 | Jay Park, Golden, pH-1 |
| 2022 | „Drunken Night”             | Zia, Huh Gak           |